# Hospital Universitário Clementino Fraga Filho
O Hospital Universitário Clementino Fraga Filho (HUCFF) é o principal complexo médico-hospitalar da Universidade Federal do Rio de Janeiro (UFRJ), sendo considerado um dos mais importantes hospitais universitários do Brasil. Fundado em 1 de março de 1978 pelo então reitor Luís Renato Caldas, está localizado na Cidade Universitária, Rio de Janeiro. Seu nome é em homenagem ao médico e professor Clementino Fraga Filho.

## Histórico
O HUCFF tinha inicialmente um projeto grandioso. A previsão era de que a unidade ocupasse uma área construída de 220.000 m², o dobro da atual. Foram muitos os planos e locais escolhidos para sediar o novo hospital e, até a sua inauguração, em março de 1978, a obra foi paralisada diversas vezes devido às mudanças de governo e problemas na liberação de recursos.
Em 1970, após a decisão de se reduzir a área de funcionamento, os trabalhos recomeçaram e a unidade foi inaugurada em 1978.
Em junho de 2010, a ala sul do HUCFF, popularmente conhecida como "perna seca", sofreu forte abalo estrutural e foi interditada pela Defesa Civil. Em meados de dezembro do mesmo ano, houve completa interdição do hospital e a consequente implosão da ala.
Atualmente, o HUCFF apresenta graves problemas estruturais e enfrenta reduzida falta de leitos para internação.